# Polk City (Florida)
Polk City ist eine Stadt im Polk County im US-Bundesstaat Florida.  Das U.S. Census Bureau hat bei der Volkszählung 2020 eine Einwohnerzahl von 2.713 ermittelt. 

## Geographie
Polk City liegt rund 35 km nördlich von Bartow sowie etwa 50 km südwestlich von Orlando.

## Geschichte
In den 1920er Jahren wurde durch die Seaboard Coast Line Railroad eine Bahnstrecke von Auburndale über Polk City nach Coleman erbaut, die 1988, kurz nach der Übernahme durch CSX, jedoch wieder stillgelegt wurde. Im Zuge des Eisenbahnbaus wurde am 3. April 1925 die Town of Polk City gegründet. 2005 wurde aus der Town eine City. Auf dem Abschnitt zwischen Polk City und Mabel (47 km nördlich) führt heute der General James A. Van Fleet State Trail entlang.

## Demographische Daten
Laut der Volkszählung 2010 verteilten sich die damaligen 1562 Einwohner auf 789 Haushalte. Die Bevölkerungsdichte lag bei 781 Einw./km². 92,5 % der Bevölkerung bezeichneten sich als Weiße, 1,0 % als Afroamerikaner, 0,4 % als Indianer und 0,6 % als Asian Americans. 3,6 % gaben die Angehörigkeit zu einer anderen Ethnie und 1,9 % zu mehreren Ethnien an. 12,1 % der Bevölkerung bestand aus Hispanics oder Latinos.
Im Jahr 2010 lebten in 37,7 % aller Haushalte Kinder unter 18 Jahren sowie 25,7 % aller Haushalte Personen mit mindestens 65 Jahren. 74,0 % der Haushalte waren Familienhaushalte (bestehend aus verheirateten Paaren mit oder ohne Nachkommen bzw. einem Elternteil mit Nachkomme). Die durchschnittliche Größe eines Haushalts lag bei 2,76 Personen und die durchschnittliche Familiengröße bei 3,12 Personen.
27,8 % der Bevölkerung waren jünger als 20 Jahre, 24,4 % waren 20 bis 39 Jahre alt, 28,5 % waren 40 bis 59 Jahre alt und 19,2 % waren mindestens 60 Jahre alt. Das mittlere Alter betrug 39 Jahre. 50,1 % der Bevölkerung waren männlich und 49,9 % weiblich.
Das durchschnittliche Jahreseinkommen lag bei 39.583 $, dabei lebten 26,3 % der Bevölkerung unter der Armutsgrenze.
Im Jahr 2000 war Englisch die Muttersprache von 96,84 % der Bevölkerung und spanisch sprachen 3,16 %.

## Verkehr
In Polk City mündet die Florida State Road 559 in die Florida State Road 33. Der nächste Flughafen ist der Orlando International Airport (rund 65 km nordöstlich).